# Caviphantes dobrogicus
Caviphantes dobrogicus là một loài nhện trong họ Linyphiidae.
Loài này thuộc chi Caviphantes. Caviphantes dobrogicus được Dumitrescu & František Miller miêu tả năm 1962.